# Лолланн
Ло́лланн (дат. Lolland) — четвёртый по величине остров Дании, расположен в Балтийском море, входит в состав области Зеландия. Административно остров поделён на две коммуны — Лолланн на западе и Гульборгсунн на востоке. Главный город и порт — Наксков, 13 560 жителей (1 января 2011).

## География
Лолланн имеет в основном равнинный ландшафт, сложенный известняками и глинами. В центре и на северо-западе преобладают низкие холмы высотой до 25 метров, которые местами покрыты лесами из бука и дуба. Значительная часть острова покрыта полями под сахарную свёклу и зерновые культуры, а также сетью дренажных и водоотводных сооружений. Соединён с соседним островом Фальстер двумя мостами. Планируется строительство Фемарнбельтского тоннеля к германскому острову Фемарн.

## Археология и палеогенетика
- На острове Лолланн, близ населённого пункта Кобелев, найден первый в мире амулет «молот Тора» с краткой рунической надписью: «Hmar x is» — «Это молот». Бронзовая находка датируется X веком[6].
- На западном побережье найден миниатюрный амулет, изображающий бога Одина и воронов Хугина и Мунина, сидящих на троне Хлидскьяльв[7].
- Близ городка Рюдбихавн у побережья Лолланна археологи нашли несколько деревянных предметов: весло, 2 лука, 14 деревянных топорищ, а также один каменный топор, насаженный на деревянную рукоятку, возрастом 5500 лет[8].
- В жвачке из берёзовой смолы из Зильтхольма, которую жевала темнокожая, голубоглазая девушка с тёмно-коричневыми волосами 5700 лет назад, выявлена митохондриальная гаплогруппа K1e. Генетически она была ближе к охотникам-собирателям из континентальной Европы —  такой фенотип был широко распространён в мезолитической Европе, а адаптивное распространение светлой пигментации кожи в европейских популяциях произошло в более позднее время. У неё был вирус Эпштейна-Барра, который вызывает герпес и мононуклеоз, она не переносила лактозу[9].